# Maria Labia
Maria Labia (ur. 14 lutego 1880 w Weronie, zm. 10 lutego 1953 w Malcesine del Garda) – włoska śpiewaczka operowa, sopran.

## Życiorys
Siostra Fausty. Podstawy wykształcenia wokalnego otrzymała od matki. Po początkowych występach jako śpiewaczka koncertowa w Weronie, Mediolanie i Padwie (1902) oraz Rosji i Szwecji (1903–1904) debiutowała na scenie operowej w 1905 roku w Sztokholmie jako Mimi w Cyganerii Giacoma Pucciniego. Od 1907 do 1911 roku występowała w Komische Oper w Berlinie, kreując m.in. tytułową rolę w Tosce. W sezonie 1908/1909 śpiewała na deskach Manhattan Opera House w Nowym Jorku. W 1912 roku wystąpiła w mediolańskiej La Scali, a w 1913 roku w Operze Paryskiej. 
W trakcie I wojny światowej została w 1916 roku aresztowana pod zarzutem szpiegostwa na rzecz Niemiec i spędziła rok w więzieniu w Ankonie. Po zakończeniu wojny wróciła na scenę, w 1919 roku w Rzymie wystąpiła jako Giorgetta w europejskiej prapremierze Płaszcza Pucciniego. W 1922 roku kreowała rolę Felice w prapremierze Czterech gburów Ermanna Wolfa-Ferrariego. W 1936 roku zakończyła karierę sceniczną.
W latach 1930–1934 wykładała w Konserwatorium Warszawskim. Opublikowała Guardare indietro: Che fatica (Werona 1950).